# Mélidore et Phrosine
Mélidore et Phrosine és una òpera (drame lyrique) en tres actes amb música d'Étienne Nicolas Méhul i llibret en francès d'Antoine-Vincent Arnault, basat vagament en el mite d'Hero i Leandre. Es va estrenar al Théâtre Favart de París el 6 de maig de 1794.

## Història
Arnault va basar el seu llibret en el poema narratiu Phrosine et Mélidore de Gentil-Bernard. En les seves memòries, descriu les dificultats que va trobar amb la censura revolucionària de l'època. Va sotmetre el llibret al censor Jean-Baptiste Baudrais, qui va jutjar que no hi havia «res innocent en ell». Baudrais explica: «No n'hi ha prou que la teva òpera no estigui en contra nostra, és que ha d'estar a favor. L'esperit de la vostra òpera no és republicà; la moral dels vostres personatges no és republicana; la paraula llibertat! no es pronuncia ni una sola vegada. Necessitem que la vostra òpera harmonitzi amb les nostres institucions.»
Afortunadament, Arnault va rebre el suport de l'escriptor Gabriel-Marie Legouvé, qui va afegir algunes línies al llibret, perquè contingués suficients referències a la llibertat i acontentés a Baudrais. Per llavors, Méhul i Arnault van compondre i van produir ràpidament l'òpera Horatius Coclès, molt més marcada políticament, per millorar la seva reputació davant la censura, la qual cosa va facilitar que els permetessin estrenar Mélidore et Phrosine.

## Personatges
| Personatge              | Tessitura    | Repartiment de l'estrena, 6 de maig de 1794Director: Henri Munten Berton |
| ----------------------- | ------------ | ------------------------------------------------------------------------ |
| Mélidore                | Haute-contre |                                                                          |
| Phrosine                | soprano      | Jeanne-Charlotte Saint-Aubin                                             |
| Jule                    | tenor        | Jean-Pierre Solié                                                        |
| Aimar                   | baríton      |                                                                          |
| Camperols, mariners,... | Cor          | Cor                                                                      |

## Enregistraments
- Méhul: Overtures. Stefan Sanderling. Orchestre de Bretagne. 2003. ASV. CDDCA1140[1]